# Tuvaphantes arat
Tuvaphantes arat är en spindelart som beskrevs av Dmitri Viktorovich Logunov 1993. Tuvaphantes arat ingår i släktet Tuvaphantes och familjen hoppspindlar. Inga underarter finns listade i Catalogue of Life.